# Piotr Barełkowski (producent telewizyjny)
Piotr Barełkowski (ur. 29 kwietnia 1971 w Poznaniu) – polski dziennikarz, producent filmowy, realizator i menedżer telewizyjny, prezes zarządu kanału informacyjno-publicystycznego TV Media Narodowe.

## Życiorys
Ukończył Zaoczne Wyższe Zawodowe Studium Realizacji Telewizyjnej PWSFTviT w Łodzi. Reżyser współpracujący i aktor filmu fabularnego "'Poznań 56" w reżyserii Filipa Bajona z 1996. Był asystentem reżysera filmu Ogniem i mieczem z 1999 oraz zrealizowanego serialu telewizyjnego z 2000. Samodzielnie zrealizował wiele filmów dokumentalnych oraz programów telewizyjnych. Jest też menadżerem medialnym.
W 2004 wraz z prof. Piotrem Chomczyńskim założył stację TV Biznes, sprawował stanowisko jej prezesa do czasu zakupu kanału przez Polsat w 2007, po czym pełnił funkcję wiceprezesa do połowy 2008. W grudniu 2012 wraz z grupą prawicowych publicystów założył Telewizję Republika, której był prezesem od początku istnienia do 1 kwietnia 2014. Na antenie stacji prowadził program Biznes od prawa do lewa. W czasie kierowania przez niego stacją Telewizja Republika otrzymała nagrodę Tytanowe Oko (wyróżnienie w kategorii „Wydarzenie roku” w ramach nagród PIKE 2013) oraz nagrodę Kryształowa Antena (w dziedzinie „Najlepszy program informacyjny Roku” w 2014). Po rezygnacji ze stanowiska prezesa Telewizji Republika sprzedał swoje akcje. Od 2015 jest prezesem Polskiego Stowarzyszenia Przedsiębiorców z siedzibą w Poznaniu. Założył stację internetową Telewizja Polska 24, uruchomioną w styczniu 2016. W 2017 prowadził audycję „Czego Ci lekarz nie powie” w stacji Zoom TV. Od kwietnia 2017 do lipca 2019 roku współtworzył telewizję satelitarno-kablową wPolsce.pl braci Jacka i Michała Karnowskich, gdzie m.in. prowadził programy publicystyczne i odpowiadał za dystrybucję oraz rozwój kanału. Do 29 marca 2022 współpracował z Radiem Poznań. Po przeprowadzaniu kontrowersyjnego wywiadu z Januszem Korwin-Mikke został zwolniony przez prezesa stacji. Obecnie prowadzi dwie firmy zajmujące się produkcją telewizyjną: Iluminacja Nowa sp. z o.o.  oraz Polwizja sp. z o.o.
Od 2022 odpowiada za rozwój i dystrybucję kanału informacyjno-publicystycznego TV Media Narodowe, który do 2023 nadawał swoje programy w serwisie YouTube. Obecnie stacja jest dostępna w Internecie i wybranych sieciach kablowych. Dnia 15 lutego 2024 został prezesem zarządu tej stacji. Zastąpił on na tym stanowisku Roberta Bąkiewicza, który dzień wcześniej złożył rezygnację z funkcji prezesa kanału.

## Filmy dokumentalne w reżyserii Piotra Barełkowskiego
- 2010 News'1952[26],
- 2011 "A week in Poland" z Danielem Olbrychskim[27],
- 2014 "Litewski węzeł"[28],
- 2019 "Stan zagrożenia życia"[29],
- 2020 "Sen umysłu" z Maksymilianem Komarem[30],
- 2021 "Pyrlandski łącznik"[31].
- 2023 "Krzywda"[32]

## Programy telewizyjne zrealizowane przez Piotra Barełkowskiego
- 1997 "Kamera start" TVP, TV Polsat[33]
- 2000 "Oto Moto" magazyn motoryzacyjny, TVP Poznań[34],
- 2002 "Zamek czarodziejów" (z Edytą Jungowską) TV Polsat[35],
- 2004 "Bugaj kontra Ziemkiewicz" (z Ryszardem Bugajem) TV Biznes[36],
- 2008 "Panorama Branż" TV Biznes[37],
- 2010 "Polski stół" Polsat News[38],
- 2012 "Zielona Polska" (z Agatą Młynarską) Polsat News[39],
- 2013 "Biznes od prawa do lewa" (z Ryszardem Bugajem) TV Republika[40],
- 2016 "Czego ci lekarz nie powie" (z Jerzym Ziębą) Zoom TV[41],
- 2017 "Bardzo ważna sprawa" wPolsce.pl[42].